# Diocèse d'Acqui
Le diocèse d'Acqui (en latin : Dioecesis Aquensis ; en italien : Diocesi di Acqui) est un diocèse de l'Église catholique en Italie, suffragant de l'archidiocèse de Turin et appartenant à la région ecclésiastique du Piémont.

## Territoire
Il est situé sur cinq provinces et deux régions d'Italie. La plus grande partie de son territoire est dans le Piémont avec la province d'Alexandrie ; le reste de cette province étant géré par l'archidiocèse de Gênes et les diocèses d'Asti, d'Alexandrie et de Casale Monferrato. Une autre partie est dans la province d'Asti dont l'autre partie est partagée par l'archidiocèse de Turin et les diocèses d'Albe, d'Asti et de Casale Monferrato. Il possède la commune de Perletto sur la province de Coni dont le reste est sous juridiction des diocèses d'Albe, de Coni, Fossano, Mondovi, Saluces et de Turin.
Le sud de son district est dans la région de Ligurie avec la province de Savone, le reste de cette province est dans les diocèses d'Albenga-Imperia, de Mondovi et Savone-Noli. Il gère aussi quatre communes de la ville métropolitaine de Gênes, le reste de cette ville métropolitaine est géré par l'archidiocèse de Gênes et les diocèses de Plaisance-Bobbio, Tortone, et Chiavari.
Son territoire est de 1 751 km2 divisé en 115 paroisses regroupées en 7 archidiaconés. L'évêché est à Acqui Terme avec la cathédrale de l'Assomption. Dans la même ville, se trouve la basilique mineure de Saint Pierre. À Dego, les fidèles peuvent vénèrer les reliques de la bienheureuse Thérèse Bracco.

## Histoire
La présence d'une communauté chrétienne au Ier siècle est attestée par une plaque trouvée en 1660 dans un cimetière de la ville. Les décorations de la cathédrale montrent le pape Sylvestre Ier qui a fondé le diocèse en 323, d'après la tradition. Le proto-évêque est saint Majorin. Les premiers évêques sont documentés par un parchemin du XIe siècle, considéré comme digne de foi, qui ignore cependant les deux seuls évêques d'Acqui historiquement documentés au cours des huit premiers siècles : Ditarie, dont la plaque mortuaire, découverte en 1753, donne 488 comme date de son décès ; et Valentin, qui participe au concile de Rome de 680 appelé par le pape Agathon pour condamner le monothélisme.

Emplacement du diocèse.

Jusqu'au Ve siècle, le développement de l'église locale est continu, à tel point qu'on peut dire qu'à la fin de ce siècle toute la population est chrétienne, mais à partir de la fin du Ve siècle, avec le début des invasions barbares ainsi que deux invasions de pirates sarrasins en 905 et 936 réduisent fortement la population. Cette situation peut expliquer le vide de quatre siècles dans la liste des évêques ; en effet les évêques ne sont connus qu'à partir du milieu du IXe siècle avec Odalbert, qui intervient en 844 lors du couronnement du roi Louis II, et avec Ragano, qui participe vingt ans plus tard à un concile célébré par Tadone de Milan, dont l'évêque d'Acqui était suffragant.
À partir du Xe siècle, la liste des évêques devient plus continue et complète. L'empereur Otton Ier délivre un décret à l'évêque Adalgiso définissant les droits juridictionnels de l'épiscopat sur la ville et le comté d'Acqui ; ce privilège est renouvelé à l'évêque Benoît en 978, qui obtient la juridiction sur la ville et les environs, et à l'évêque Prime en 996, avec l'ajout de quelques châteaux et pièves. Selon l'ancienne liste épiscopale, c'est l'évêque Prime, entre le Xe siècle et le XIe siècle, qui commence la construction de la nouvelle cathédrale de la ville, la transférant de l'église extra moenia de saint Pierre ; la nouvelle cathédrale est consacrée par saint Guy en 1067. À la même période, nous trouvons la première preuve d'une subdivision du territoire diocésain en paroisses.
En 1175, le diocèse d'Alexandrie est érigé par le pape Alexandre III avec un territoire partiellement soustrait à celui d'Acqui. Ce qui donne lieu à une querelle entre les deux villes, qui empire en 1180 lorsque le même pape décide l'union des deux diocèses et le transfert de la curie de l'évêque à Alexandrie. Cette décision reste lettre morte, ainsi que celle du pape Innocent III qui établit en 1206 l'union aeque principaliter des deux sièges. Lorsque l'évêque Ugo Tornielli décide de déménager en Alexandrie, cela provoque une vive réaction des habitants d'Acqui, ce qui conduit le pape à destituer Ugo et de procéder à l'élection d'un nouvel évêque. À partir de ce moment, et jusqu'en 1405, le diocèse d'Alexandrie est gouverné par un archidiacre, et reste uni à celui d'Acqui, qui est l'unique siège de l'évêque et de la curie diocésaine.
Au XVIe siècle, la mise en œuvre des décrets de réforme établis par le concile de Trente, y compris la fondation du séminaire en 1566, est principalement due à l'évêque Pietro Fauno (1558-1585). Entre 1625 et 1648, l'invasion des Français et des Espagnols et leurs luttes pour le contrôle du territoire provoque une aggravation de la situation économique. L'épidémie de peste de 1630 et 1631 décime la population ; au cours de cette période, l'évêque Gregorio Pedroca se consacre aux soins des victimes de la peste, à tel point qu'il est infecté.
Au XVIIIe siècle, l'évêque Carlo Giuseppe Capra (1755-1772) construit le nouveau séminaire et le dote d'un important fonds de livres qui constitue la base de la bibliothèque diocésaine qui porte son nom. À l'occasion de la réorganisation des diocèses piémontais voulue par Napoléon Ier, le siège d'Acqui, en vertu de la bulle pontificale Gravissimis causis adducimur du pape Pie VII du 1er juin 1803, agrandit son territoire aux dépens des diocèses voisins et en même temps, intègre la province ecclésiastique de l'archidiocèse de Turin. Le 17 juillet 1817, le diocèse retourne, avec quelques variantes, à ses frontières antérieures, lorsque le pape Pie VII rétablit les diocèses supprimés en 1803 par la bulle Beati Petri.